# 劉鳳鳴 (1890年)
劉鳳鳴（1890年—1979年11月15日），天津人，回族，民间艺术家，有“刻砖刘”之称。劉鳳鳴的外祖父马顺清活跃于道光年间，马顺清和劉鳳鳴的舅父马少清都是天津著名刻砖艺人。